# Aspirin (Marke)

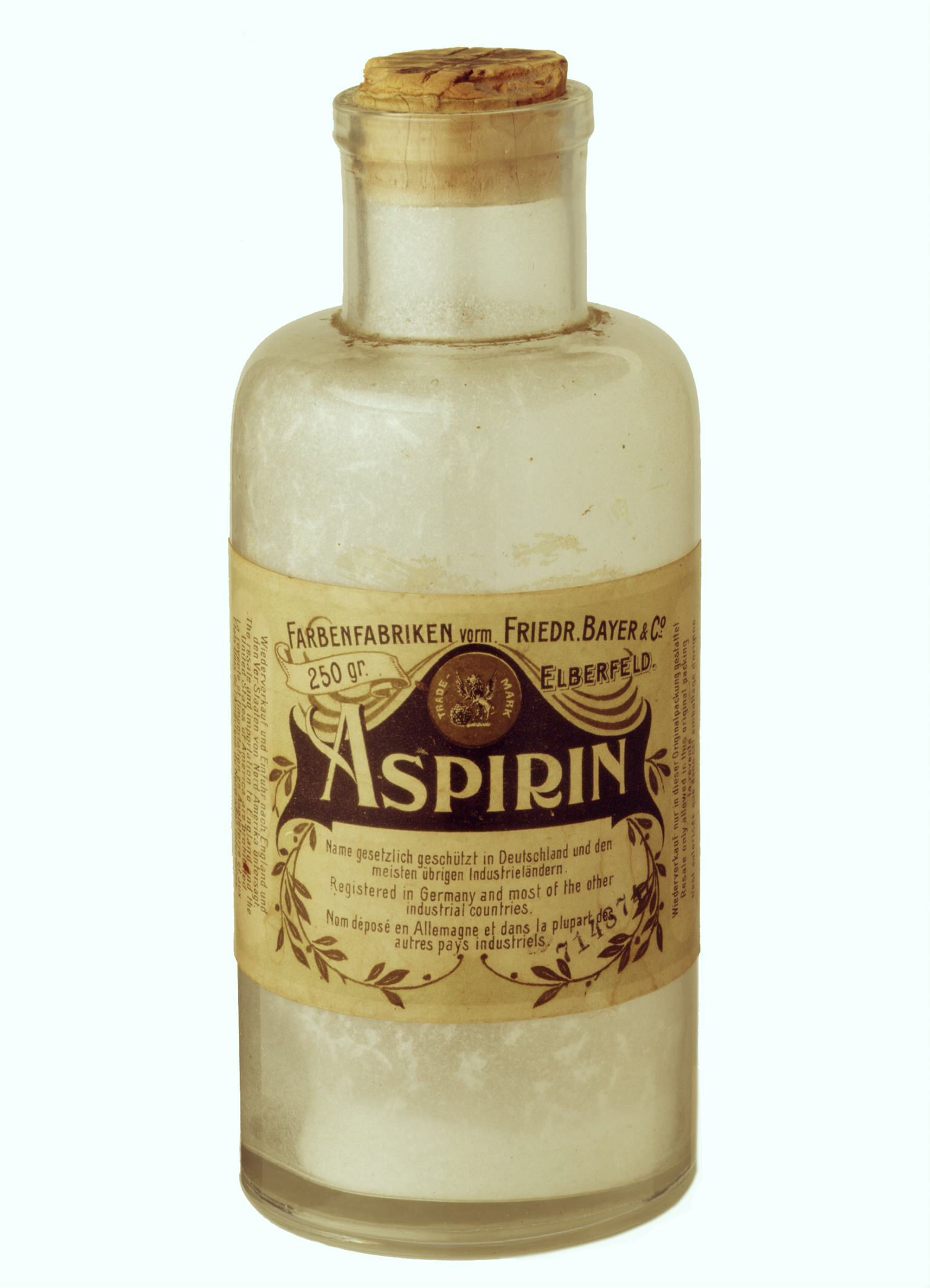
Aspirin-Fläschchen, 1899

Aspirin ist eine Marke, unter der von der Bayer AG verschiedene acetylsalicylsäurehaltige Arzneimittel vertrieben werden. Sie zählt als Familienmarke zu den ältesten und weltweit bekanntesten Medikamentenmarken und ist in weiten Teilen der Welt auch Gattungsname für den Wirkstoff Acetylsalicylsäure (ASS).

## Geschichte
Der Markenname Aspirin wurde am 6. März 1899 als pharmazeutisches Produkt (heute Nizza-Klasse 5) in die Warenzeichenrolle des Kaiserlichen Patentamtes in Berlin für die Farbenfabriken vorm. Friedr. Bayer & Co. unter dem Aktenzeichen F2818 eingetragen. Er setzt sich zusammen aus A für Acetyl und spir für Spiraea ulmaria und einer damals für Medikamente gebräuchlichen Abschlusssilbe in. Eine Patentierung des Wirkstoffs Acetylsalicylsäure, die im selben Jahr ebenfalls beantragt wurde, scheiterte jedoch in Deutschland, weil die Chemische Fabrik v. Heyden bereits ab 1897 die Substanz als Heilmittel vertrieb. Die frühzeitige Markenanmeldung wird in der wirtschaftswissenschaftlichen Literatur als kluge Entscheidung angesehen, weil selbst bei erfolgreichem Patentantrag der Patentschutz nach einer gewissen Zeit ausläuft, wohingegen der Markenschutz regelmäßig verlängert werden kann. Die Bekanntheit und der Ruf der aufzubauenden Marke sind daher für den zukünftigen wirtschaftlichen Erfolg von entscheidender Bedeutung.
Auch in den USA wurde Markenrechtsschutz bereits 1899 beantragt und wenig später erteilt, dazu in einer Vielzahl weiterer Länder. Dabei kamen teilweise regionale Abweichungen im Markennamen vor, wie beispielsweise Aspirina oder Aspirine. In Österreich wurde die Marke unter Register-Nr. 12233 am 17. April 1949 eingetragen, wobei die Priorität des deutschen Eintrags vom 1. Februar 1899 genutzt werden konnte.

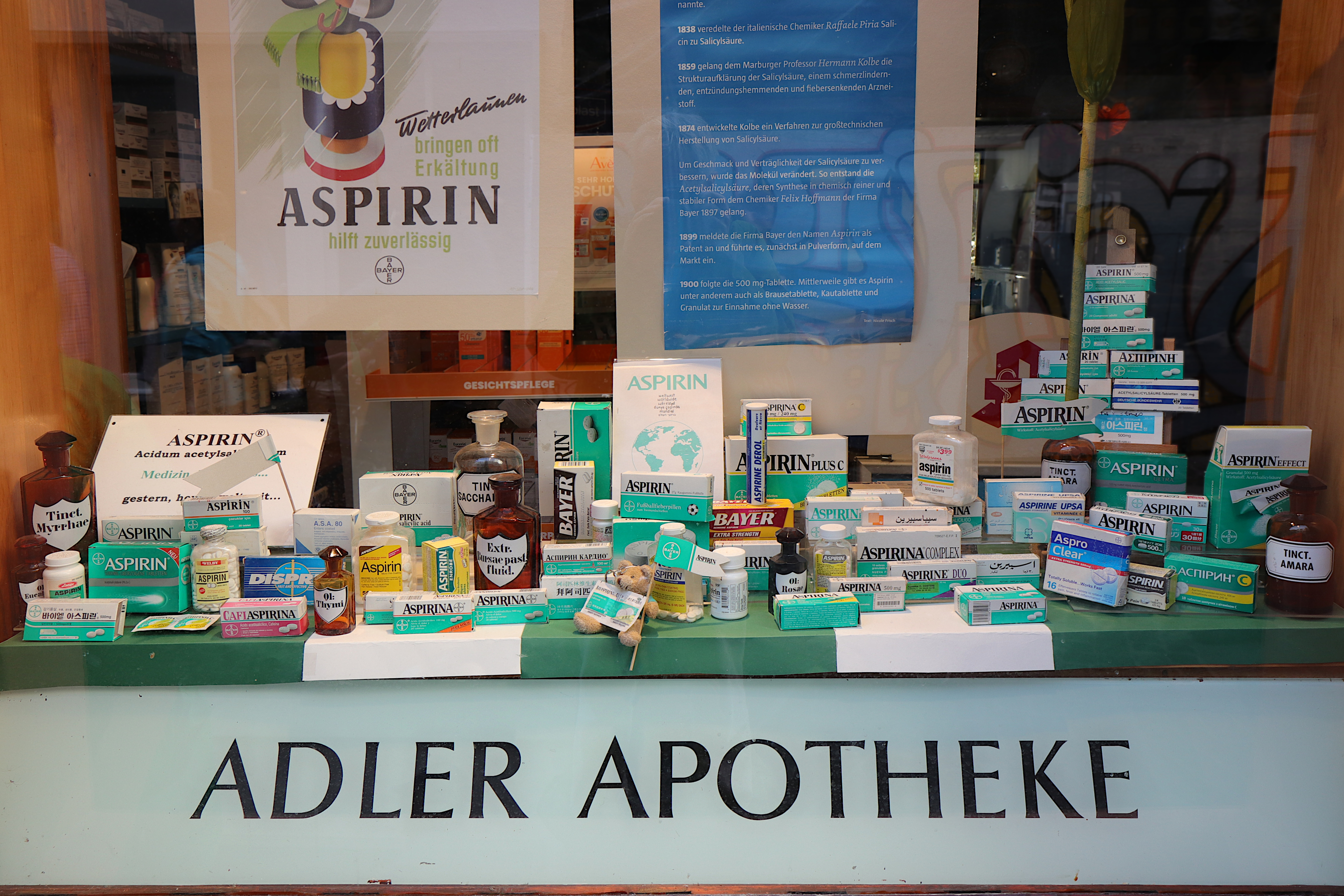
Aspirin in Verpackungen für unterschiedliche Länder

### Frankreich
In Frankreich wurde Aspirin zunächst durch die Laboratoire Vicario (17 Boulevard Haussmann, Paris) importiert. Vicario erhielt das Recht, das Medikament unter dem Namen Aspirine Vicario zu verkaufen, während in einer frühen Form des Co-Marketings das Aspirine Bayer speziell für den französischen Markt in Tablettenform angeboten wurde. 1902 erwarb die Société Chimique des Usines du Rhône (SCUR) das Recht zur Herstellung von Acetylsalicylsäure und nutzt dafür die Marke Rhodine (Nr. 5099 vom 18. September 1902). Nur Bayer und der Geschäftspartner Vicario nutzen die Marke Aspirine, alle anderen Mitbewerber wählten den internationalen Freinamen oder Phantasienamen. 1910 wurde eine reguläre Tochterfirma gegründet, die Laboratoires des Produits Bayer, 52 rue Sedaine in Paris. Vicario produzierte weiterhin unter Lizenz einige Spezialitäten wie Aspirine oder Héroïne. :4–7
Mit dem Ausbruch des Ersten Weltkriegs wurde das Eigentum von Bayer in Frankreich beschlagnahmt. Unter Bezugnahme auf einen Präzedenzfall (Pyramidon) wurde festgestellt, dass Aspirine eine Abkürzung eines wissenschaftlichen Namens sei und ein gemeinfreier Gattungsname. Dies erlaubte der SCUR, am 14. Januar 1915 die Marke Aspirine Usines du Rhône (Nr. 159602) eintragen zu lassen. Mehr als 40 Aspirin-Marken wurden bis Oktober 1915 registriert, darunter Aspirine Bayard, Aspirine Désallié, Aspirine La Française und Aspirine de France. Auch wenn darunter einige Arzneistoffe von schlechter Qualität waren, wurde es als patriotische Pflicht wahrgenommen, kein Aspirin von Bayer mehr einzunehmen. In Spanien warnte Bayer die Verbraucher vor französischen Fälschungen. Nach Kriegsende wurde das seit Beginn des Konflikts beschlagnahmte Vermögen am 2. Mai 1923 versteigert und Bayer kaufte die angebotenen Vermögenswerte zurück. Die Marke Aspirin war als generischer Name hiervon nicht betroffen. Sie blieb allerdings in Belgien, Italien und Portugal – Unterzeichnerstaaten des Versailler Vertrages – nach dem Krieg Eigentum von Bayer.:7–11

### Vereinigtes Königreich
1906 wurde in London die Tochterfirma Bayer Products Ltd gegründet. :102–104 Am 4. Februar 1915 wurde die Marke Aspirin vom Britischen Board of Trade als gemeinfrei erklärt.

### Kanada
In Kanada wurde im Jahr 1924 ein Rechtsstreit pro Markenbestand entschieden – auch wenn der Markeninhaber nicht die deutsche Bayer war, sondern mittelbar Sterling Products, Inc., die Muttergesellschaft der nordamerikanischen Bayer-Firmen. Die kanadische Marke wurde am 28. April 1899 eingetragen und wurde am 12. Juni 1913 von Deutschland auf die US-amerikanische Tochter Bayer Company, Inc. (NY) übertragen. Nach der Gründung einer kanadischen Tochtergesellschaft durch die US-amerikanische Bayer Company wurden die Markenrechte am 30. Mai 1919 auf die kanadische Bayer Company, Limited, transferiert.

### Vereinigte Staaten
Während die Markenrechte für Deutschland stets bei den Rechtsnachfolgern der Farbenfabriken Bayer verblieben, verlor Bayer die Markenrechte in einigen anderen Ländern. Mit dem Kriegseintritt der USA 1917 wurde die amerikanische Bayer-Tochter beschlagnahmt und das Geschäft inklusive der Markenrechte an Aspirin versteigert. Die Pharmafirma Sterling Products erwarb dabei die Rechte an Aspirin. Allerdings konnte sich schon bald nach dem Kauf durch Sterling der Name Aspirin als Gattungsbegriff für Präparate auf Basis von Acetylsalicylsäure in den USA durchsetzen, so dass die Marke Aspirin keine besondere Abgrenzung mehr von den Produkten anderer Hersteller erzeugen konnte. Erst 1994 kaufte der Bayer-Konzern die Aspirin-vertreibende Sparte für rezeptfreie Medikamente inklusive der Warenzeichen (u. a. das Kreuzlogo) vom inzwischen in Sterling Winthrop umbenannten Unternehmen zurück. Bayer vertreibt die Produkte der Aspirin-Linie heute in den USA unter der Bezeichnung Genuine Bayer Aspirin, wobei der Name Bayer jedoch im Vordergrund steht.
Auch in Großbritannien, Russland und Frankreich verlor Bayer die Markenrechte nach dem Ersten Weltkrieg durch Beschlagnahme der Alliierten und konnte in der Folge gar nicht oder nur über Umwege wieder unter dem Namen Aspirin Geschäfte machen. So hat Bayer in Frankreich die Marke „Aspirine du Rhône“ von Rhône-Poulenc gekauft, um wieder mit dem Namen auf dem französischen Markt präsent sein zu können.

### Russland
Im Zuge der Russischen Revolution wurde 1918 das Pharmaunternehmen verstaatlicht und die Marke Aspirin aus dem Register gelöscht.:13 In der UdSSR war es möglich, Handelsmarken anzumelden – die UdSSR traten 1965 der Pariser Verbandsübereinkunft zum Schutz des gewerblichen Eigentums und 1976 dem Madrider Abkommen über die internationale Registrierung von Marken bei – aber dazu mussten Marken aus der Zarenzeit noch einmal neu angemeldet werden. Viele ausländische Unternehmen, darunter auch Bayer, verzichteten allerdings darauf. Aspirin wurde erst 1992, nach dem Zerfall der Sowjetunion, durch Bayer neu angemeldet. Allerdings hatten in der Sowjetunion etliche Hersteller von Schmerzmitteln in der Zwischenzeit den Medikamentennamen Aspirin genutzt. Daher stellte die Appellationskammer beim Komitee der Russischen Föderation für Patente und Warenzeichen (Rospatent) nach Einspruch des französischen Konkurrenten UPSA (Union de Pharmacologie Scientifique Appliquée) 1994 fest, dass das Wort Aspirin nicht mehr als unterscheidendes Warenzeichen für das Bayer-Medikament dienen kann.

## Markenführung

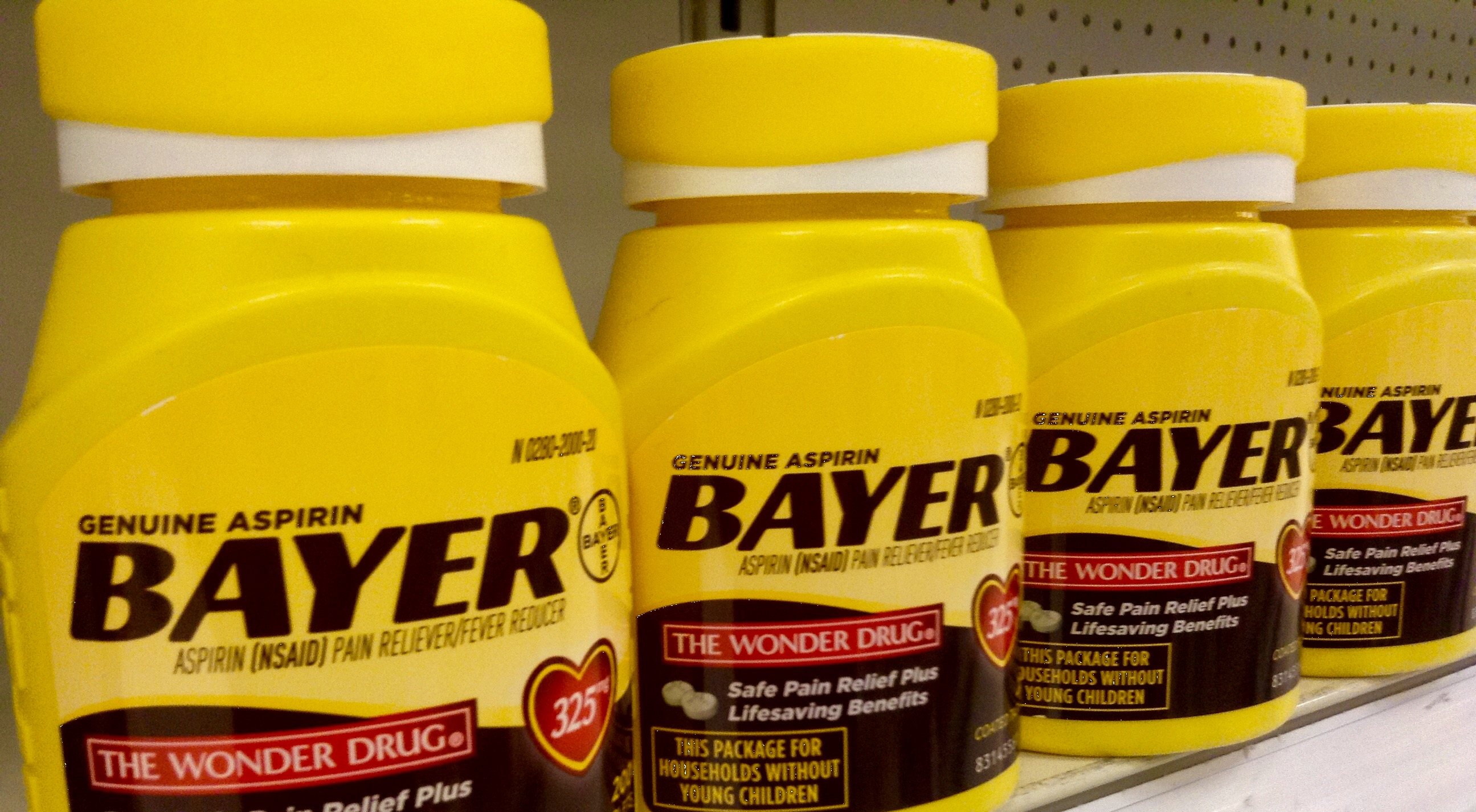
Aspirin-Produkte von Bayer in den USA

Seit 1899 wird Aspirin von der Firma Bayer AG breit beworben und gilt heute als eine der wirtschaftlich erfolgreichsten Marken für ein Arzneimittel. Auch die Beschlagnahme der Markenrechte nach dem Ersten Weltkrieg in einigen Ländern führte letztendlich nur dazu, dass Aspirin dort zum Gattungsnamen oder Synonym für den Wirkstoff Acetylsalicylsäure wurde und hat damit Markengeschichte geschrieben. Der Historiker Markus Feiks begründet den Erfolg dahingehend, dass die Markensubstanz den eigentlichen Wert der Marke darstellt und der Verbraucher letztlich nicht an einer Schmerztablette interessiert ist, sondern an einer Lösung, die Kopfschmerzen zu beseitigen.
Im Jahr 2002 war nach einer Umfrage von Reader’s Digest Aspirin das Schmerzmittel, dem europäische Konsumenten 2002 das größte Vertrauen entgegenbrachten, auch wenn günstigere Generika identische Wirkstoffe enthielten. Laut einer Studie von MDR-Werbung und IMK aus dem Jahr 2015 ist Aspirin die Marke für rezeptfreie Medikamente, der Verbraucher in Deutschland am meisten vertrauen.
Seit den Anfängen von Aspirin hat sich die Standarddosierung des Hauptwirkstoffs Acetylsalicylsäure praktisch nicht verändert und beträgt für die Schmerztherapie 500 Milligramm. Erst mit der Erkenntnis, dass der Wirkstoff auch zur Hemmung der Blutgerinnung und der Atherosklerose-Prophylaxe eingesetzt werden kann, wurden von Bayer auch schwächer dosierte Aspirin-Präparate auf den Markt gebracht, üblicherweis mit einer Dosierung von 100 Milligramm pro Tablette.
Hinsichtlich Aussehen, Darreichungsform und Geschmack verfolgt Bayer unter der Marke Aspirin länderspezifische Vermarktungsansätze. So wurde anfänglich Aspirin Apotheken in Fläschchen zu 250 Gramm Pulver angeboten. Der Wiedererkennungswert der Marke war zunächst gering, weil Apotheker das in Pulverform vermarktete Medikament gemäß der Verschreibung abwogen und dann in neutrale Tüten füllten, wobei das Produkt teilweise auch mit Mehl gestreckt oder ganz durch Mehl ersetzt wurde. Als Reaktion darauf begann Bayer bereits im Jahr 1900 mit der Produktion von Tabletten mit der noch heute üblichen Dosis von 500 Milligramm Wirkstoff pro Tablette. Dies ermöglichte es Bayer auch, in jede Tablette das Bayer-Logo einzuprägen und die Tabletten mit einer Verpackung zu versehen, die den Markennamen und die Farb- und Formensprache der neu entwickelten Marke Aspirin für jeden Kunden stets sichtbar hielten.
Aktuell bietet Bayer unter dem Namen Aspirin regional unterschiedlich gestaltete Darreichungsformen und Varianten an. In Spanien zum Beispiel werden Brauseprodukte mit Himbeergeschmack vertrieben, während in Italien Asprin erfolgreich in Zäpfchenform angeboten wird. In Argentinien wird die Nachfrage mit Pulverprodukten bedient, während in den USA Produkte mit glänzenden Pillenüberzügen angeboten werden.
Auch die Wahrnehmung der Marke in unterschiedlichen Ländern divergiert stark: So wird Aspirin in Italien stark als Erkältungsmittel wahrgenommen, in den USA als Pille gegen Kopfschmerzen und zur Infarktvorsorge. In Lateinamerika liegt der Schwerpunkt bei der Behandlung von Kopfschmerzen mit dem belebenden Kombipräparat Cafiaspirina.
Eine Markenverjüngung wurde mit Einführung der Produktlinie Aspirin effect angestrebt. Es ist ein ASS-haltiges Granulat mit Orangengeschmack, das sich im Mund auflöst und ohne Wasser eingenommen werden kann. Die Positionierung erfolgte dabei gezielt als Produkt, das perfekt in ein modernes Leben mit Stress und vielfachen Belastungen passen soll und damit für Zielgruppen interessant wurde, die mit der klassischen Aspirin-Linie nicht mehr erreichbar waren.

### Aktuelle Produkte
Als (unechte) Rangemarke hat sich Aspirin ursprünglich als Monomarke entwickelt, von der dann im Rahmen der Produktdifferenzierung etliche Varianten abgeleitet worden sind.
Heute wird in Deutschland, Österreich und der Schweiz eine Vielzahl von Produkten unter dem Namen Aspirin angeboten (Stand: September 2019). Im klassischen Schmerzmittelbereich werden Produkte als Tablette zum Einnehmen, als Kautablette (Aspirin Direkt) und als Brausetablette (Aspirin Migräne) angeboten, entweder mit dem einzigen Wirkstoff Acetylsalicylsäure oder in Kombination mit Vitamin C (Aspirin Plus C) oder Koffein (Aspirin Coffein). Darüber hinaus werden Aspirin-Produkte speziell für die Hemmung der Blutgerinnung mit reduzierter Dosierung und magensaftresistenter Darreichungsform angeboten (Aspirin Protect). In der Linie Aspirin Effect wird der Wirkstoff Acetylsalicylsäure in Beuteln mit Brausepulver (vgl. Alka-Seltzer) angeboten und eine besonders schnelle Wirksamkeit behauptet. Als Kombinationspräparat wird die Linie Aspirin Complex vermarktet, bei der neben Acetylsalicylsäure als weiterer Wirkstoff Pseudoephedrin zum Einsatz kommt.

## Wirtschaftliche Bedeutung
Der Markenwert kann im Verlauf eines technologischen Lebenszyklus an Bedeutung gewinnen. Wenn die nächste technologische Revolution eintritt oder im Wettbewerb Innovationen entstehen, können Marken als Schutzschild den mittlerweile etablierten Unternehmen helfen, den Wandel zu überstehen. Im Fallbeispiel von Aspirin nahm der Markenwert ab den 1960er Jahren ab, als im Over-the-Counter-Segment zur Schmerzstillung und Fiebersenkung weitere, z. T. besser verträgliche Arzneistoffe auf den Markt kamen. Mit der Bestätigung der Wirkung von ASS als Thrombozytenaggregationshemmer erweiterte sich ab den 1980er Jahren der Markt für den Wirkstoff, in dem die gepflegte Marke Aspirin ihre Stellung ausbauen konnte.
Das Geschäft der Bayer AG wird über die drei Geschäftsbereiche Pharmaceuticals, Consumer Health und Crop Science betrieben. Die Firma erwirtschaftete mit Produkten der Marke Aspirin im Consumer-Health-Bereich, d. h. zur Selbstmedikation wie z. B. Schmerzmittel, im Jahre 2018 rund 418 Mio. Euro Umsatz (Vorjahr: 462 Mio. Euro). Hinzu kommen die Umsätze der unter der Dachmarke Aspirin vertriebenen Produkte im Geschäftsbereich Pharmaceuticals z. B. mit der Linie Aspirin Cardio. In Summe betrugen die Umsätze aller Aspirin-Produkte im Jahr 2018 damit 975 Mio. Euro (Vorjahr: 1,042 Mrd. Euro). Am Umsatz gemessen handelt es sich damit um die drittstärkste Marke im Pharma-Bereich der Bayer AG nach Xarelto (3,6 Mrd. Euro, 2018) und Eylea (2,2 Mrd. Euro, 2018).

## Öffentliche Wahrnehmung

### Werbekampagnen (Auswahl)
- 2014 entwickelte die Düsseldorfer Werbeagentur BBDO unter dem Titel Er ist weg eine Kampagne für die Markteinführung einer neuen Aspirin-Tablette. Neben Außenwerbung wurde dazu ein 28-sekündiger TV-Spot entwickelt, der vom Kinoregisseur Simon Verhoeven unter anderem mit den Schauspielern Wanda Badwal, Sina-Valeska Jung und Mathias Harrebye-Brandt gedreht wurde. Entgegen der Norm fokussiert der Spot dabei nicht das Problem Schmerz, sondern auf die Auflösung desselben. Laut IP CreaKompass setzte der Spot zu jener Zeit den Benchmark für die Pharmabranche.[27]
- 2015 stand die Schauspielerin Sarah Alles für Aspirin vor der Kamera.

### Kritik
2008 musste Bayer eine Strafe von 10,34 Mio. Euro für wettbewerbswidriges Verhalten im sog. Aspirin-Kartell zahlen. Für Aspirin und andere rezeptfreie Bayer-Medikamente bot Bayer einen Rabatt von 3 % an, wenn sich Apotheken an die unverbindliche Preisempfehlung von Bayer hielten. An dem Aspirin-Kartell hatten 11.000 Apotheken von rund 21.000 in Deutschland teilgenommen, und es dauerte vermutlich von August 2005 bis zur Entdeckung im September 2007. Damit hat Bayer nach Ansicht des Bundeskartellamts „in wettbewerbswidriger Weise auf die Wiederverkaufspreise von nicht verschreibungspflichtigen Arzneimitteln in Apotheken Einfluss genommen“. Die Geldbuße fiel relativ niedrig aus, weil Bayer von Anfang an ein kooperatives Verhalten bei der Ermittlung an den Tag legte. Es wurde nur ein Betrag von 5 % des Umsatzes der betroffenen Tochterfirma angesetzt und nicht die reguläre Strafe von bis zu 30 %.
Wirkung und Nebenwirkung von ASS-haltigen Präparaten werden regelmäßig in allen gängigen Medien thematisiert. Die Bandbreite der medialen Rezeption reicht dabei von Ratschlägen für die Reiseapotheke bis zu Berichten über Todesfälle. Dabei steht Aspirin aufgrund seiner Bekanntheit häufig als Synonym für den Wirkstoff. Im November 2011 zeigte beispielsweise der NDR eine 45-minütige Dokumentation unter dem Titel Mythos Aspirin. Im März 2019 folgte die ebenfalls 45-minütige Sendung W wie Wissen mit dem Thema Mythos Aspirin: Beugt tägliche ASS-Pille Herzinfarkt und Schlaganfall vor? in der ARD auf Basis der australischen ASPREE-Studie. In beiden Sendungen wurden Wirkung und Nebenwirkung von ASS kritisch hinterfragt. Obwohl dies verschiedenste Medikamente und Hersteller betraf, war auch hier Aspirin von Bayer der mediale Aufhänger.

### Wissenschaftliche Rezeption
Neben medizinischen und pharmakologischen Betrachtungen zum Wirkstoff haben sich auch eine Vielzahl von Wirtschaftswissenschaftlern, Soziologen und Marketingpsychologen mit allen Aspekten der Marke Aspirin beschäftigt. So beispielsweise Charles C. Mann und Mark L. Plummer in ihrem 1991 erschienenen Buch Aspirin – Wirtschaftskriege der internationalen Pharmaindustrie oder Karlheinz Schmidt und Marion Zerbst 1997 in Aspirin: mehr als nur ein Kopfschmerzmittel.
Daneben wird die Marke in vielen Standardwerken zur Markenführung und Markenpsychologie beschrieben. So nennt beispielsweise der Wirtschaftswissenschaftler Werner Pepels in Handbuch des Marketing Aspirin als Beispiel für eine unechte Rangemarke und der Marktpsychologe Gert Gutjahr beschreibt am Beispiel Aspirin den besonderen Wert alter Marken.

## Die Marke Aspirin in der Kultur
Neben einer Reihe von historischen Werbemitteln, die künstlerisch gestaltet wurden und sich heute teilweise in Sammlungen und Museen wiederfinden, gab es im Lauf der Zeit immer wieder Künstler, die sich in ihren Werken mit der Marke oder dem Thema Aspirin auseinandersetzten. Auch in die Alltagskultur hat Aspirin, als Marke, Gattungsname oder Synonym für Schmerztabletten, Einzug gehalten.

### Bildende Kunst (Auswahl)
- Der Künstler Jörg Immendorff schuf 2006 die Bronzeplastik eines auf dem Kopf stehenden Affen und nannte sie Aspirin Affe. Sie wird in einer Auflage von 75 Stück von Auktionshäusern und Galerien gehandelt.[34]
- Der unter dem Pseudonym Malte Sonnenfeld auftretende Neo-Pop-Art-Künstler Michael Koslar zeigt in seinem Stillleben calm-down unter anderem eine Packung Aspirin in Acryl auf Leinwand. Das Bild wurde auf verschiedenen Ausstellungen gezeigt.[35]
- Der Maler und Bildhauer C. O. Paeffgen malte 1994 ohne Titel in Acryl auf Leinwand einen Vogel der eine Tablette schluckt. Die zugehörige Beschriftung „Aspirin“ in Farbe und Stil der Marke suggeriert, dass es sich um eine Aspirin-Tablette handelt.[36]

### Darstellende Kunst (Auswahl)
- In der Folge Tödliches Aspirin der US-Krimiserie Quincy pressen Drogenschmuggler Kokain zu Aspirintabletten. Die deutsche Erstausstrahlung erfolgte 1993 bei RTL als Folge 11 der sechsten Staffel.[37]
- Das 2005 vom brasilianischen Regisseur Marcelo Gomes gedrehte Roadmovie Kino, Aspirin und Geier (Cinema, aspirinas e urubus) handelt von einem deutschen Kriegsflüchtling, der im Sommer 1942 mit seinem Laster durch den Nordosten Brasiliens fährt, um Aspirin zu verkaufen. Der Film wurde 2005 im Rahmen der Filmfestspiele von Cannes gezeigt und war auf der Liste der Beiträge für den besten fremdsprachigen Film für die Oscarverleihung 2007. 2010 lief er auf Arte.[38]
- Die Boulevard-Komödie Aspirin & Elephants des US-amerikanischen Autors Jerry Mayer wurde 1989 in Santa Monica uraufgeführt und auch als plattdeutsche Adaption unter dem Titel Aspirin un Elefanten vom Hamburger Ohnsorg-Theater in der Spielzeit 2014–2015 aufgeführt.[39]
- Die persischsprachige Fernsehserie Aspirin von Farhad Najafi aus dem Jahr 2016 handelt von einem Arzt, der an Männern seltsame Experimente durchführt. Bisher wurden 17 Folgen für das iranische Fernsehen produziert.[40]

### Alltagskultur (Auswahl)
- Sowohl Märklin als auch Roco produzierten verschiedene Modelle einer Lokomotive der DB-Baureihe 101 mit einer Aspirin-Plus-C-Ganzreklame in den Nenngrößen H0, N und Z, teilweise auch in einer limitierten Sonderedition. Die Modelle basieren auf Vorbildern, die bei der Deutschen Bahn im Einsatz waren.[41]
- Ein mit dem US-amerikanischen Filmregisseur Quentin Tarantino geführtes Interview veröffentlichte der Journalist Markus Kavka 2007 in der Zeit unter dem Titel Das Aspirin-Gespräch. Er beschreibt dabei die nach dem Gespräch notwendige Einnahme von Aspirin.[42]
- Die bosnisch-serbische Sängerin Seka Aleksić hat 2007 im Album Kraljica (dt. Die Königin) das Lied Aspirin veröffentlicht, das von einer durchzechten Nacht handelt.
- Es wird kolportiert, der Unfallchirurg Gerhard Küntscher bastelte sich unter Verwendung von Aspirin-Tabletten ein funktionierendes Hochwasser-Warngerät für sein am Elbufer gelegenes Hamburger Wohnhaus.[43]

### Sammlungen und Museen (Auswahl)
Historische Produktverpackungen und Werbematerial finden sich noch vielfach in den Archiven von Museen und Sammlern und werden gehandelt. Daneben gibt es einige Sonderausstellungen zum Thema Aspirin.
- Das Deutsche Apotheken-Museum im Heidelberger Schloss widmet sich dem Aspirin als einem Meilenstein in der Einführung von Fertigarzneimitteln.[44]
- Im Deutschen Museum wird das Medikament Aspirin, seine Herkunft und Wirkung auf dem für jugendliche Besucher ausgerichteten „Erfinderpfad Forschen“ präsentiert.[45]